# Melanotis hypoleucus
A Melanotis hypoleucus a madarak osztályának a verébalakúak (Passeriformes) rendjéhez és a gezerigófélék (Mimidae) családjához tartozó faj.

## Rendszerezése
A fajt Gustav Hartlaub angol ornitológus írta le 1852-ben.

## Előfordulása
Mexikó, Guatemala, Honduras, Nicaragua és Salvador területén honos. Természetes élőhelyei a szubtrópusi vagy trópusi hegyi esőerdők és magaslati cserjések, valamint másodlagos erdők. Állandó, nem vonuló faj.

## Megjelenése
Testhossza 28 centiméter, testtömege 60–64 gramm.

## Életmódja
Főleg rovarokkal táplálkozik, de gyümölcsöket is fogyaszt.

## Természetvédelmi helyzete
Az elterjedési területe nagyon nagy, egyedszáma ugyan csökken, de még nem éri el a kritikus szintet. A Természetvédelmi Világszövetség Vörös listáján nem fenyegetett fajként szerepel.